# Tachina testaceipes
Espèce
Tachina testaceipes est une espèce de mouches du genre Tachina de la famille des Tachinidae, endémique d'Angleterre.

## Systématique
Le nom scientifique complet (avec auteur) de ce taxon est Tachina testaceipes Stephens, 1829.
Tachina testaceipes a pour synonyme :
- Phryno testaceipes (Stephens, 1829)

## Publication originale
- Stephens, J.F. 1829. A systematic catalogue of British insects: being an attempt to arrange all the hitherto discovered indigenous insects in accordance with their natural affinities. Containing also the references to every English writer on entomology, and to the principal foreign authors. With all the published British genera to the present time. Part II. Insecta Haustellata. Baldwin & Cradock, London. 388 pp., p. 299 [1829.07.15] [lire en ligne]